# Mare Serenitatis
El Mar de la Serenidad (en latín Mare Serenitatis) es un mar lunar, ubicado al este del Mare Imbrium y al sur del Mare Frigoris, en la cara visible de la Luna.
Se encuentra en la cuenca Serenitatis, que data del periodo Nectárico. El material que rodea al Mare es del periodo Ímbrico Inferior, mientras que el material de su interior es del Ímbrico Superior. La cubierta basáltica, que cubre casi todo su interior, e incluso rellena el Lacus Somniorum, refleja un largo periodo de actividad volcánica, aunque la conformación de la capa basáltica indica la existencia de material volcánico anterior al Mare.
Su característica más destacable es el cráter Posidonius, en el borde noreste del mar. La pared este del mare es indistinguible, excepto por los Montes Haemus. Se conecta con el Mare Tranquillitatis en el sureste, y limita con el Mare Vaporum hacia el suroeste.  Mare Serenitatis es un ejemplo de mascon (anomalía gravitatoria).
Las naves Luna 21 y Apolo 17 alunizaron en la zona este del Mare, en las proximidades de los Montes Taurus.